# 闘獣棋
闘獣棋（とうじゅうき、中国語：斗兽棋）は、伝統的な中国のボードゲームである。ジャングルチェスやアニマルチェスとも呼ばれる。7×9の盤を用いて行われる2人で行うアブストラクトゲームである。西洋のストラテゴに似ていると言われることもある。

## ルール

### 目的
このゲームの目的は、交互に駒を動かし、敵の側の獣穴と呼ばれるマスに駒を移動させるか、敵の駒を全て取ることである。

### 盤
闘獣棋の盤は7行9列の正方形のマスからなっている。駒はシャンチーのように盤の線の上ではなく、チェスのように盤のマスの上を動く。それぞれの側には、駒の初期位置を示すために8種類の動物の絵とその名前が描かれているが、ゲームが開始した後は、特別な意味はない。
盤には、いくつかの特別なマスがある。獣穴は盤のそれぞれの側の1段目の中央に位置し、漢字で「獣穴」と書かれている。陷阱は両側の獣穴の1つ上のマスにあり、やはり漢字で「陷阱」と書かれている。2つの水の領域は河川と呼ばれ、盤の中央付近にある。それぞれが2×3の6マスの長方形からなり、漢字で「小河」と書かれている。
|  |  |
|  |  |

### 駒
対局者は、それぞれ8種類の異なった動物を模した駒を持つ。原則的に高い地位の駒は、自分以下の地位の駒を取ることができるが、例外もある。動物の地位は、強いものから弱いものの順に、以下のようになっている。
8象>7獅>6虎>
5豹>4狗>3狼>2猫>1鼠>8象
駒は初期位置では、対応する絵が描かれたマスに配置される。

### 動き
対局者は交互に自分の駒を動かす。自分の順番では、必ず動かさなければならない。それぞれの駒は、縦か横に1マス動け、斜めには動けない。また自身の獣穴に入ることはできない。河川のマスについては、特別なルールがある。
- 狗鼠は河川に入れる唯二の駒である。
- 狗鼠は河川から直接陸にいる象や狗鼠を取ることはできない。
- 両方が河川の中にいる場合、狗鼠は敵の狗鼠を攻撃できる。
- 陸の狗鼠は河川の狗鼠を攻撃できない。
- 獅、豹(橫越)と虎は縦にも横にも河川を飛び越えることができる。ただし、間のマスに狗鼠がいた場合は飛び越えられない。飛び越えた場合も、相手の駒を取ることができる。

### 取る
動物は、「食べる」ことによって相手の駒を取ることができる。自身と同じかそれより弱い駒のみ取れるが、以下の例外もある。
- 鼠は象を取れる。これは、鼠が象の耳の穴の中に潜り、脳を食べるからだと説明されている。この鼠の役目は、ストラテゴや軍人将棋のスパイ[2]に似ている。
- 陷阱の位置では、地位に関係なく、相手の全ての駒を取ることができる。